# 337-ма стрілецька дивізія
337-ма Лубенська Червонопрапорна орденів Суворова і Богдана Хмельницького стрілецька дивізія була вперше сформована 28 грудня 1941.

## Перше формування
- 1127-й стрілецький полк
- 1129-й стрілецький полк
- 1131-й стрілецький полк
- 899-й артилерійський полк
- 47-й окремий винищувально-протитанковий дивізіон
- 623-й окремий зенітний артилерійський дивізіон
- 543-й мінометний дивізіон
- 398-ма розвідувальна рота
- 616-й саперний батальйон
- 787-й окремий батальйон зв'язку
- 421-й медико-санітарний батальйон
- 414-й окрема рота хімзахисту
- 164-та автотранспортна рота
- 190-та польова хлібопекарня
- 759-й дивізійний ветеринарний лазарет
- 368-ма польова поштова станція
- 791-ша польова каса Держбанку

Бойовий період: 28 грудня 1941 р. — 5 червня 1942 р.
Розформована.

## Друге формування
- 1127-й стрілецький полк
- 1129-й стрілецький полк
- 1131-й стрілецький полк
- 899-й артилерійський полк
- 47-й окремий винищувально-протитанковий дивізіон
- 318-ма зенітна артилерійська батарея (до 2.4.43 г.)
- 398-ма розвідувальна рота
- 616-й саперний батальйон
- 787-й окремий батальйон зв'язку (449-та окрема рота зв'язку)
- 421-й медико-санітарний батальйон
- 414-та окрема рота хімзахисту
- 164-та автотранспортна рота
- 190-та польова хлібопекарня
- 759-й дивізійний ветеринарний лазарет
- 2187-ма польова поштова станція
- 653-тя (1068-ма) польова каса Держбанку

Бойовий період: 24 серпня 1942 р. — 2 квітня 1943 р.; 9 липня 1943 р. — 9 травня 1945 р.

## Дивізійна газета
«Вперед за Родину» (укр. «Вперед за Батьківщину»)

## Командування

### Командири дивізії
- Дементьев Н. І. (1942 — березень 1943 р.)
- Ляскин Григорій Осипович — (березень 1943 р. — лютий 1944 р.)

### Начальник штабу
Рогов Костянтин І.

### Начальник політвідділу
Наков М. К.

## Знамениті військовики дивізії
- Немчинов Іван Миколайович, капітан, командир 2 артилерійського дивізіону 899 артилерійського полку, Герой Радянського Союзу.